# Écosexe
Ne doit pas être confondu avec Biophilie.
L'écosexe ou écosexualité est un ensemble de pratiques sexuelles et amoureuses consistant à prendre la nature pour amante.

## Origine
En 2008, Annie Sprinkle, militante féministe pro-sexe et ex-actrice pornographique, et sa compagne Elizabeth Stephens, présentent des performances lors desquelles elles se marient symboliquement à des éléments naturels : à la terre en Californie, puis à la mer à Venise, aux pierres à Barcelone, au charbon à Gijon,…
Quelques mois plus tard, elles publient sur Internet un « manifeste de l'écosexe » qui débute par ces mots : « La Terre est notre amante. Nous sommes follement, passionnément, intensément amoureuses et amoureux, et nous sommes chaque jour reconnaissants pour cette relation,. »

## Dans la culture
En juin 2023, un spectacle inspiré de l'écosexe présenté à Lyon l'année précédente, fait polémique.